# Poreče
Le Poreče (en macédonien Порече) est une région naturelle de l'ouest de la Macédoine du Nord, caractérisée par un paysage de collines ainsi que par une histoire et des traditions particulières. Le Poreče est limité par deux grands massifs, la Suva Gora à l'ouest et la Jakupica à l'est, qui contribuent à son isolement. Il est traversé par la rivière Treska et compte le plus grand lac de barrage du pays, le lac Kozjak. 
La région correspond approximativement au territoire de la municipalité de Makedonski Brod. Elle est couramment divisée en deux espaces, le Bas-Poreče (Долно Порече) au sud et le Haut-Poreče (Горно Поречие) au nord. Le Poreče est caractérisé par une très faible densité de population, des paysages de forêts, des grottes et des petites vallées fluviales.

## Villages
Le Haut-Poreče compte les villages de Samokov, Zrklé, Zvetchan, Tomino Selo, Souchitsa, Loupchté, Kovatch, Bentché, Intché, Moguilets, Gorno Botouchyé, Dolno Botouchyé, Bitovo, Zagrad, Rastech, Brest, Kosovo, Trbovlé, Zdounyé, Ramné sur la rive gauche de la Treska et Tajevo et Breznitsa sur la rive droite.
Le Bas-Poreče compte Ijichté, Oreovets, Rousyatsi, Trebino, Devitch, Grechnitsa, Slatina, Gorni Manastirets, Dolni Manastirets, Topolnitsa, Gorno Krouchyé et Dolno Krouchyé sur la rive gauche de la Treska et Dvortsi, Plasnitsa, Latovo, Slansko, Drenovtsi, Lokvitsa, Krapa, Tsrechnevo, Modrichté, Gorna Belitsa, Dolna Belitsa, Souvodol, Dragov Dol et Vir sur la rive droite. 

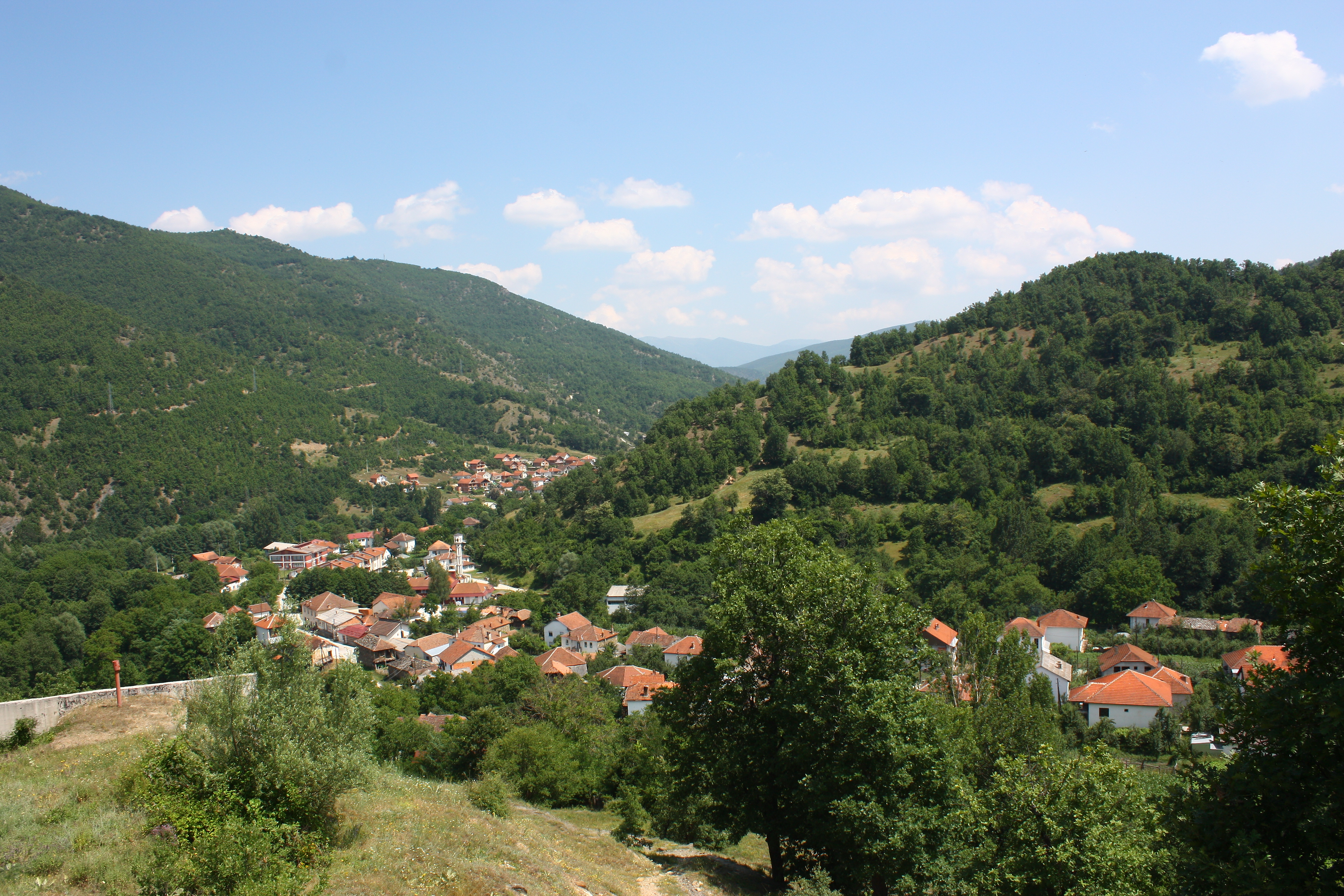
Le village de Samokov.
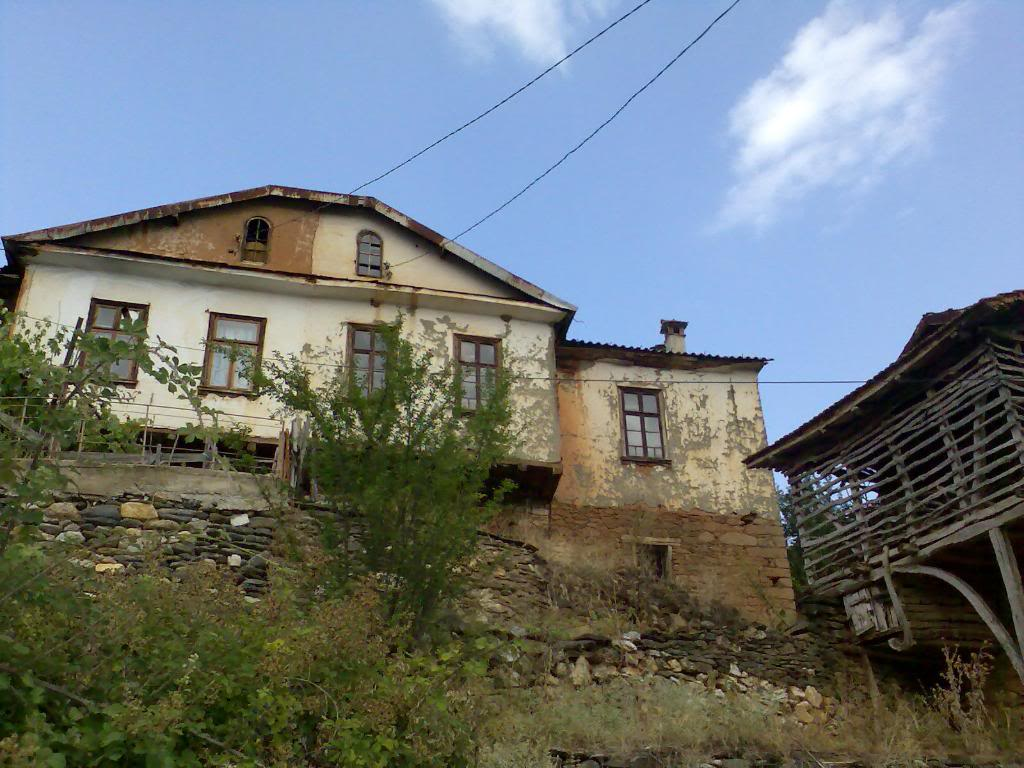
Maison traditionnelle à Gorni Manastirets.
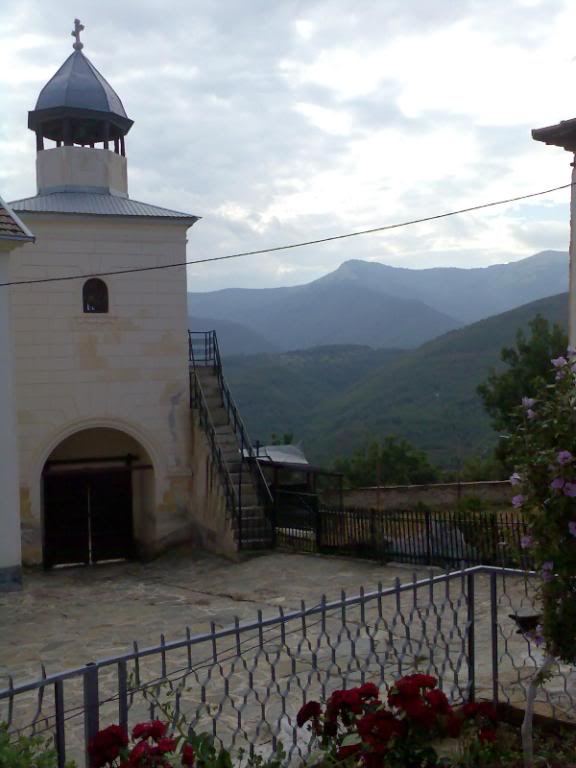
Le monastère du Poreče.
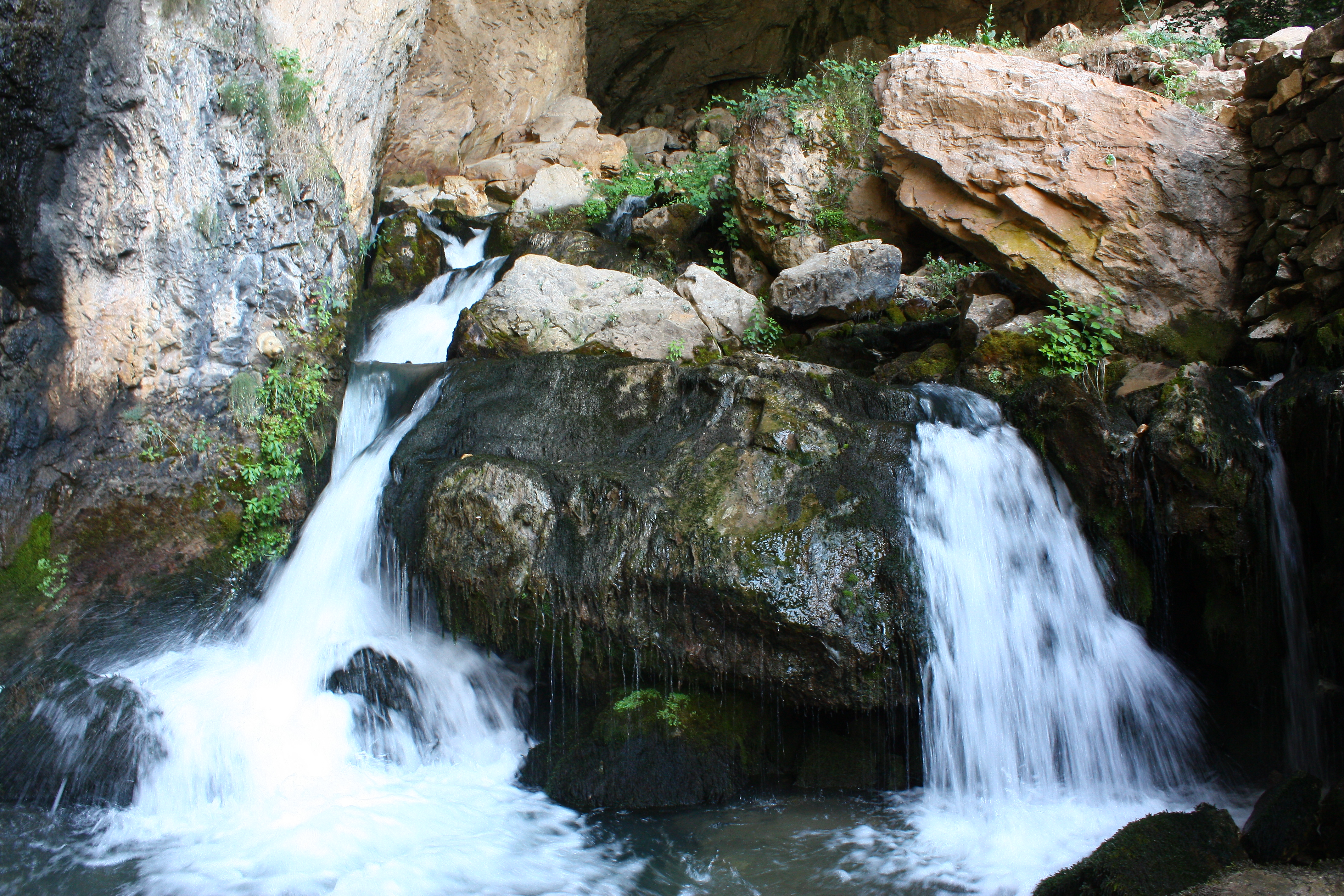
La Pešnica.